# Clinteria arunchala
Clinteria arunchala är en skalbaggsart som beskrevs av Saha 1981. Clinteria arunchala ingår i släktet Clinteria och familjen Cetoniidae. Inga underarter finns listade i Catalogue of Life.